# Jean-Paul Van Avermaet
Jean-Paul Van Avermaet (15 juli 1967) is een Belgisch bedrijfsleider en bestuurder. Van 2020 tot 2021 was hij CEO van bpost.

## Levensloop

### Carrière
Jean-Paul Van Avermaet liep school aan de Koninklijke Cadettenschool in Laken vooraleer hij aan de Katholieke Universiteit Leuven in 1990 als handelsingenieur afstudeerde en aan de Vlerick Management School in 1991 een MBA behaalde.
Hij begon zijn carrière in 1991 bij Aviapartner. Hij werkte vervolgens voor Railmasters, Compass Group en Rail Gourmet Belgium. In maart 2005 werd hij in opvolging van Michel Van Hemele CEO van cateringgroep Carestel. In 2010 ging hij aan de slag bij de Belgische tak van het het privébewakingsbedrijf G4S, waar hij in 2012 CEO werd. 
In mei 2025 is Jean-Paul Van Avermaet in de Verenigde Staten veroordeeld tot drie jaar cel met uitstel en 20.000 dollar boete in een kartelzaak rond G4S.
Sinds 2005 is Van Avermaet tevens zaakvoerder van de bvba JP Consulting.
In februari 2020 werd Van Avermaet in navolging van Koen Van Gerven CEO van bpost. In maart 2021 werd hij ontslagen uit deze functie en ad interim door Dirk Tirez opgevolgd. In mei 2021 werd ook Van Avermaets mandaat als lid van de raad van bestuur beëindigd. In juli 2021 werd hij door een Amerikaanse rechtbank in staat van beschuldiging gesteld wegens verboden prijsafspraken in de beveiligingssector.
In augustus 2022 werd hij projectmanager bij de start-up Detail vzw, wat hij bleef tot februari 2023. Hij werd vervolgens CEO van restaurantketen Colmar, wat hij bleef tot januari 2025.

### Overige functies
In mei 2007 volgde hij Peter Leyman op als voorzitter van Voka-Kamer van Koophandel Oost-Vlaanderen. In januari 2014 werd hij voorzitter van Voka Metropolitan (Brussel) en in juli 2018 van Voka Vlaams-Brabant, een functie die hij bekleedde tot december 2019.
Van Avermaet is bestuurder van harmonie Casco Phil, het Agentschap Integratie en Inburgering en HR-onderneming Select HR. Hij was tevens voorzitter van de Beroepsvereniging van Bewakingsondernemingen (BVBO), vicevoorzitter van het Festival van Vlaanderen Brussel-Europa (Klarafestival) en bestuurder van hogeschool Odisee en vervoermaatschappij De Lijn.